# Humfried von Gothien
Humfried (auch Humsfrid, Unifred, oder Hunifredo, * vor 843; † nach 864) war Graf von Barcelona, Girona, Empúries, Rosselló und Narbonne von 858 bis 864. Er war gebürtiger Franke ohne Verbindung zu Gothien.
Er rebellierte gegen König Ludwig den Deutschen und musste nach Frankreich fliehen, wo er bei Karl dem Kahlen Zuflucht fand. Als einer der wenigen Adligen, die loyal zu Karl standen, ernannte ihn dieser 858 zum Grafen und Markgrafen mehreren Herrschaften in der Spanischen Mark. In seinem neuen Amt handelte Humfried sofort einen Friedensvertrag mit dem maurischen Statthalter von Saragossa aus. Das hielt ihm den Rücken frei, um Karl zur Unterstützung zu kommen. Er marschierte nach Gallien, erreichte Beaune im Februar, und huldigte Karl am 21. März. Als Karl (und Humfried) gegen die Wikinger zog, nutzte dies Ludwig aus und fiel ins Westfrankenreich ein. Humfried stand dabei an Karls Seite im Kampf gegen Ludwig. Im September sammelte Humfried seine Truppen in Beaune und führte sie in die siegreiche Schlacht gegen Ludwig bei Saint-Quentin am 15. Januar 859.
861 belagerten die Mauren Barcelona. Humfried konnte sie vertreiben und erneuerte mit der Zustimmung Karls den Friedensvertrag mit ihnen. 862 fiel Karl das Kind, König von Aquitanien und Sohn Karls des Kahlen, bei seinem Vater in Ungnade – und Humfried mit ihm. Am 19. August wurde Humfried abgesetzt, was dieser aber nicht akzeptierte. Er eroberte Toulouse und vertrieb den Grafen Raimund I. Karl konfiszierte daraufhin Humfrieds Besitz in Burgund. Pippin II., der abgesetzte König von Aquitanien, führte eine Gruppe Wikinger gegen Toulouse, wurde aber zurückgeschlagen. Als Humfried in den Kämpfen schließlich unterlag, floh er nach Italien.